# Lew Allen
Lew Allen Jr. (Miami, 30 de setembro de 1925 – Sterling, 4 de janeiro de 2010) foi um militar estadunidense, general de quatro estrelas da Força Aérea dos Estados Unidos, que serviu como o décimo Chefe de Estado Maior da Força Aérea dos Estados Unidos da América.

## Biografia

### Treinamento militar
Lew Allen Jr. cresceu em Gainesville, Texas, depois que seus pais se divorciaram e se juntaram à Força Aérea dos Estados Unidos após terminar os estudos. Em 1946 ele completou seu treinamento militar na Academia Militar dos Estados Unidos em West Point, e então foi piloto do Boeing B-52 - Bombardeiros na Base da Reserva Conjunta da Estação Aérea Naval em Carswell. Em seguida, ele completou os estudos de pós-graduação em física nuclear na Universidade de Illinois e se formou em 1952 com o grau de Mestre em Ciências. Em 1954 ele também obteve o doutorado em física.
Ele então começou uma carreira como especialista nos efeitos militares de armas nucleares. Além disso, ele conduziu estudos de explosões nucleares em grandes altitudes e desenvolveu sistemas de satélite e mísseis.

### Diretor da NSA e do Projeto Shamrock
Em 15 de agosto de 1973, o tenente-general Lew Allen Jr. foi nomeado diretor da Agência de Segurança Nacional (NSA) pelo presidente dos Estados Unidos, Richard Nixon, a agência de inteligência dos Estados Unidos responsável pela vigilância e descriptografia mundial de comunicações eletrônicas.
Durante este tempo, começou a investigação da vigilância de telecomunicações publicamente criticada (Projeto Shamrock) de chamadas internacionais por cidadãos americanos. No entanto, em audiências no Congresso dos Estados Unidos, ele disse pouco sobre o trabalho da agência. Antes da House Permanent Select Committee on Intelligence da Câmara dos Representantes, declarou em agosto de 1975 que "revelações insensatas" prejudicar os interesses norte-americanos. Dois meses depois, em outubro de 1975, ele declarou perante o Comitê de Inteligência do Senado, chefiado pelo senador democrata Frank Church, que a agência realmente monitorou as conexões de telecomunicações de 1 600 cidadãos americanos que estavam em uma lista de verificação entre 1967 e 1973. Segundo o tenente-general Allen, essa escuta teria evitado “um grande ataque terrorista”. Além disso, o embarque de várias grandes entregas de drogas para os EUA foi evitado.
Essas revelações levaram ao estabelecimento de um tribunal secreto para emitir licenças para vigilância telefônica nacional. Ao mesmo tempo, um debate contínuo começou entre aqueles que consideram as técnicas da agência intrusivas e inconstitucionais e aqueles que pensam que as ações do governo são necessárias para manter a segurança nacional.

### Chefe do Estado-Maior da Força Aérea dos EUA e diretor dos laboratórios da NASA
Depois de se aposentar como diretor da NSA em 4 de julho de 1977, ele foi promovido a general e inicialmente foi Vice-Chefe do Estado-Maior da Força Aérea dos Estados Unidos.
Posteriormente, o General Allen foi entre 1o de julho de 1978 e 30 de junho de 1982 Chefe do Estado-Maior da Força Aérea e, portanto, um dos mais importantes conselheiros militares dos presidentes americanos Jimmy Carter e Ronald Reagan. Ele foi aposentado em 30 de junho de 1982.
Em 22 de julho de 1982, ele foi nomeado diretor do Jet Propulsion Laboratory, o laboratório responsável pela construção e controle de satélites e sondas espaciais da NASA.
Nessa função, ele trabalhou até 31 de dezembro de 1990 e, portanto, foi responsável pelo programa espacial não tripulado da NASA durante um período em que o desenvolvimento de programas de defesa relacionados ao espaço teve um papel cada vez mais importante. No laboratório localizado em Pasadena ele estava encarregado da missão Galileo ao planeta Júpiter em outubro de 1989, com a qual pôde ser observado o impacto do cometa Shoemaker-Levy 9 em Júpiter. Além da exploração do planeta Vênus pela sonda Magalhães, também ocorreram sobrevôos ao planeta Urano em 24 de janeiro de 1986 e Netuno em 25 de agosto de 1989 pela espaçonave Voyager 2.

Em 1990, ele começou uma investigação da NASA em um espelho defeituoso do caro telescópio espacial Hubble de 1,5 bilhão de dólares americanos, que iniciou seu serviço em maio de 1990, mas produziu apenas imagens borradas. Em seu relatório publicado em novembro de 1990, ele concluiu que um instrumento de medição defeituoso usado pelo fabricante do espelho, PerkinElmer, era o culpado pelo corte incorreto do espelho. O custo para o governo dos EUA foi de US$ 25 milhões.